# Шеффер, Лев Борисович
Лев Бори́сович Ше́ффер (при рождении Лейб Беркович Шефер; 23 сентября [5 октября] 1894, Одесса, Херсонская губерния — 17 ноября 1988) — советский режиссёр и сценарист немого и научно-популярого кино, переводчик.

## Биография
Родился 23 сентября (по старому стилю) 1894 года в Одессе, в семье васильковского мещанина Берко Израилевича Шефера и Эти Шефер. В 1910 году предпринял поездку к дальним родственникам в Глазго, где прожил несколько лет, где увлекся фотографией и кинематографом, работая сначала киномехаником в прокатной конторе, а позже кинооператором. С 1917 года на административной работе в Свердловском районном парткоме в Одессе, секретарём на Одесской кинофабрике ВУФКУ. В 1922 году окончил Одесские кинотеатральные курсы и поступил на Одесскую кинофабрику .
В 1924—1925 годах — заведующий лабораторией и режиссёр на Одесской кинофабрике, с 1926 года — режиссёр на 1-й кинофабрике «Госкино», на московской киностудии «Совкино» (в дальнейшем — Московская объединённая фабрика «Союзкино»). В 1936—1939 годах работал советником по организации кинематографа в Монголии. Осенью 1941 года служил батальонным комиссаром, затем был отозван на киностудию в Новосибирск. С 1944 года режиссёр на киностудии «Воентехфильм» («Моснаучфильм» — c 1945 года).
В 1952 году был арестован по «делу» о «коллективном заговоре еврейских националистов», 10 сентября 1953 года судебной коллегией по уголовным делам Московского городского суда приговорён по статье 58-10 к лишению свободы сроком на 10 лет с последующим поражением в избирательных правах сроком на три года. В 1954 году был освобождён и в 1955 году реабилитирован. Продолжал работать на студии «Моснаучфильм». В 1960 году вместе с Владимиром Грибановым осуществил сокращённый перевод биографии Авраама Линкольна, вышедшей в серии ЖЗЛ в 1961 году. В 1980-е годы работал над сценарием «Великий Шаляпин» (не осуществлён).
Член ВКП(б) с 1922 года, член Союза кинематографистов СССР (Москва).
Скончался 17 ноября 1988 года в Москве. Похоронен на Востряковском кладбище.

### Семья
- Первая жена — Анна Шеффер.
  - Сын — Адольф Львович Шеффер (1924—2020), архитектор[4][6].
- Вторая жена — Анна Голощёкина, кинематографист, впоследствии стилист, член худсовета ГУМа.
  - Сыновья — Владимир Львович Шеффер, Михаил Львович Шеффер.

## Фильмография
Режиссёр
- 1924 — День газеты
- 1925 — Осоавиахим
- 1925 — Советский воздух
- 1925 — Черноморье
- 1926 — Ветер / Ошибка Василия Гулявина / Атаманша Лелька (совместно с Ч. Сабинским)
- 1926 — Красная пресня (совместно с Л. Муром, А. Роомом, А. Перегудом)
- 1927 — Путь в Дамаск / Утриш
- 1927 — Красавица Харита / Двор. Нелепое сердце
- 1929 — На повороте
- 1931 — Две матери / Борьба этажей / Суд Соломона[7]
- 1931 — Шерстепрядильная фабрика
- 1939 — Береги социалистическую собственность от пожара
- 1939 — Улучшение пород крупного рогатого скота
- 1940 — Стахановские приёмы и методы обработки рыбы
- 1941 — Полуавтоматическая литейная машина
- 1941 — Противохимическое звено группы самозащиты
- 1942 — Боец в строю
- 1942 — Противовоздушная и противохимическая оборона тыла (совместно с С. Левит-Гуревичем)
- 1943 — Железнодорожные сооружения и их содержание
- 1943 — Осмотр железнодорожных устройств
- 1944 — Методы работы лауреатов Сталинской премии тт. А. Семиволоса и И. Завертайло
- 1946 — Гром и молния

Сценарист
- 1927 — Красавица Харита / Двор. Нелепое сердце (совместно с И. Соколовым)
- 1931 — Две матери / Борьба этажей / Суд Соломона (совместно с Ю. Васильчиковым, М. Белостоцким)
- 1941 — Полуавтоматическая литейная машина (совместно с Э. Двинским)
- 1956 — В мире ультразвуков (совместно с Е. Гарлинской, Е. Ксандровым)

## Комментарии
1. ↑  В деле, сфабрикованным МГБ СССР, Л. Б. Шефферу инкриминировали, что в учебном фильме для студентов Военного института иностранных языков он снял «в значительной мере лиц еврейской национальности… тем самым… не дал верного представления о многонациональном составе учащихся учебных заведений…»[3].